# Jeff Olver
Jeffrey Olver, né le 25 décembre 1960, est un footballeur australien. Il évoluait au poste de gardien de but.

## Biographie
Il est international australien à 35 reprises entre 1985 et 1989. 
Il réalise un quart-de-finale lors des Jeux olympiques de 1988. 
Il est également international en futsal, disputant la Coupe du monde de futsal 1989, en étant éliminé au premier tour.